# مقبرة المسلمين الأشوريين
مقبرة المسلمين الأشوريين هي مقبرة المسلمين في مقاطعة مونتريل، داكوتا الشمالية، تم إدراجها في السجل الوطني للأماكن التاريخية في عام 2018. إنها أقدم مقبرة مسلمة في الولايات المتحدة، وكانت المقبرة المسلمة الوحيدة في داكوتا الشمالية لمدة 90 عامًا. تقع على بعد 1/4 ميل جنوب الطريق السريع US 2 على شارع 87th Ave. NW، بالقرب من روس.

## مسجد
الصورة المصغرة تم بناء المسجد الأصلي في الموقع عام 1929 من قبل مهاجرين من ما هو الآن لبنان وسوريا. تم بناء مسجد بديل متواضع في عام 2005، على الرغم من أنه بُني لأغراض تاريخية ونادراً ما يُستخدم.